# Technika śledcza
Technika śledcza, technika kryminalistyczna – dział kryminalistyki, zajmujący się opracowywaniem metod oraz szukaniu nowych środków wykorzystywanych w walce z przestępczością. Składa się ona z następujących działów:
- mechanoskopia
- daktyloskopia
- grafologia
- fonoskopia
- traseologia
- osmologia
- badanie mikrośladów
- badanie DNA
- fotografia kryminalistyczna
- balistyka
- w miarę rozwoju nauki i techniki powstają kolejne działy.
- cheiloskopia

Np. fonoskopia powstała tuż po masowym zastosowaniu w życiu codziennym magnetycznego zapisu dźwięku (magnetofon). W Polsce fonoskopia rozwinęła się dopiero w drugiej połowie lat 80. XX wieku.
Celem techniki śledczej jest ustalenie sprawcy przestępstwa lub metody, narzędzia przez niego zastosowanego albo, jeśli to niemożliwe, potwierdzenie, że przestępstwo miało miejsce (zajęto czyste dyplomy ukończenia studiów i potwierdzono, że są wydrukowane przez fałszerzy).